# بروکلین نتس
بروکلین نتس، به (انگلیسی Brooklyn Nets) یکی از تیم‌های حاضر اتحادیه ملی بسکتبال آمریکا است و مقر آن در ایالت نیویورک قرار دارد.
میخائیل پروکوروف سرمایه‌گذار بزرگ روسیهای مالک این تیم است.
این تیم قبل از سال ۲۰۱۲ در ایالت نیوجرسی و در پرودنشال سنتر قرارداشت.

## بازیکنان

### فعلی
- نیک کلاکستون
- بن سیمونز
- میکال بریجز
- سث کوری

### بازنشسته
- جیک وان

## نگارخانه

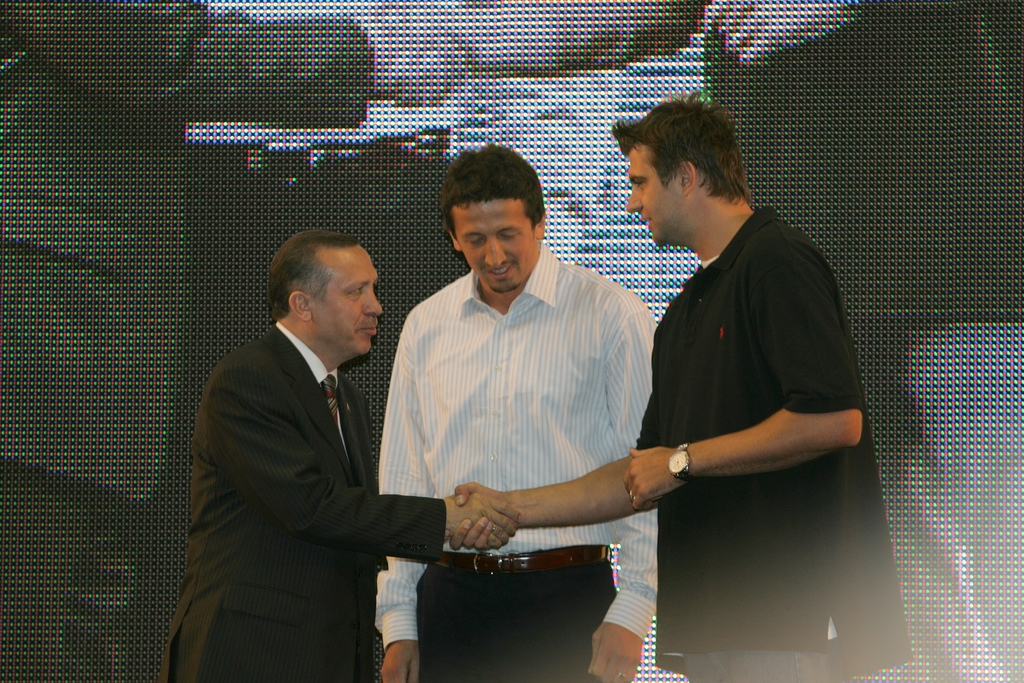
مهمت اکور و رجب طیب اردوغان
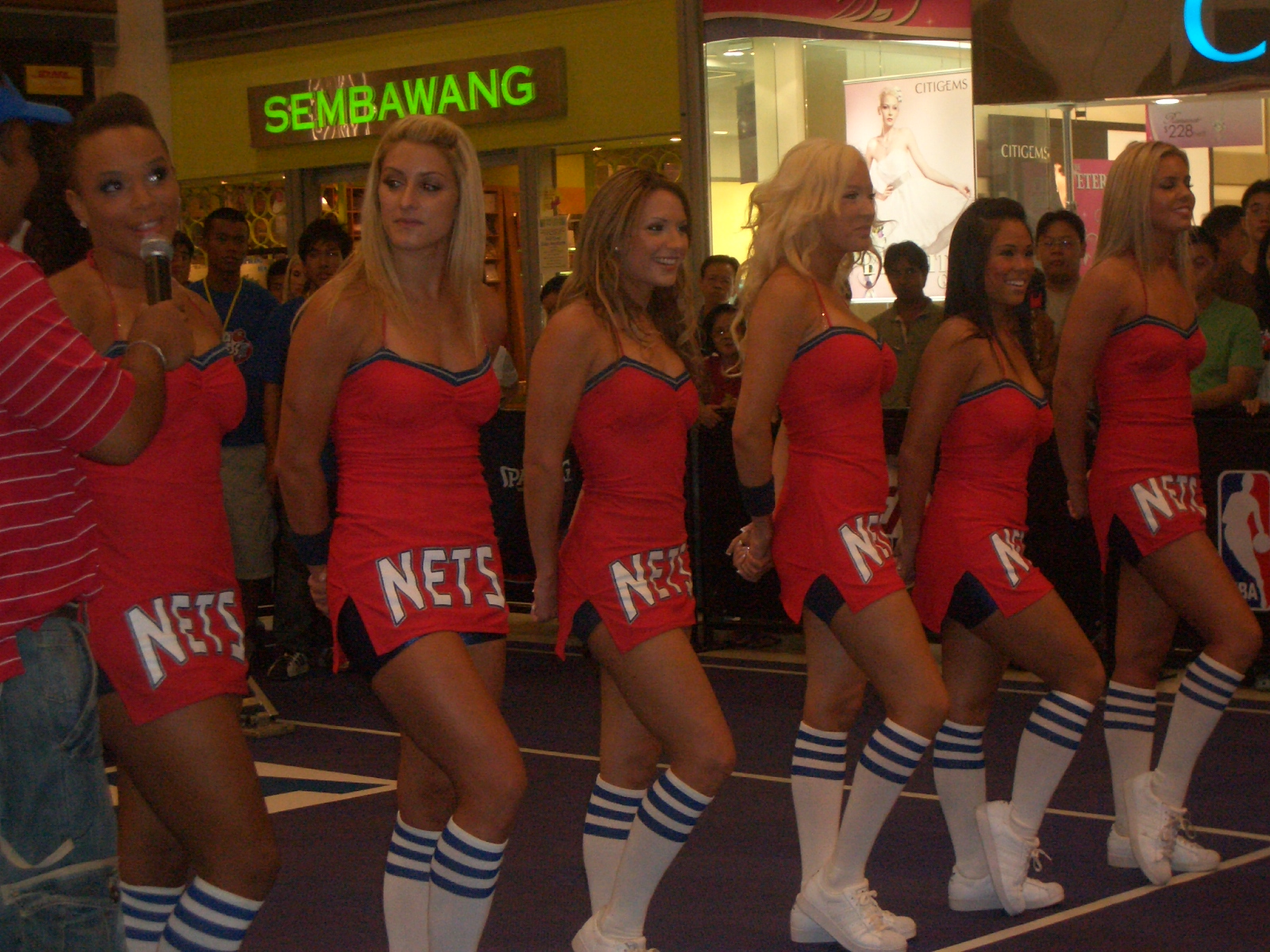
چیرلیدرهای تیم
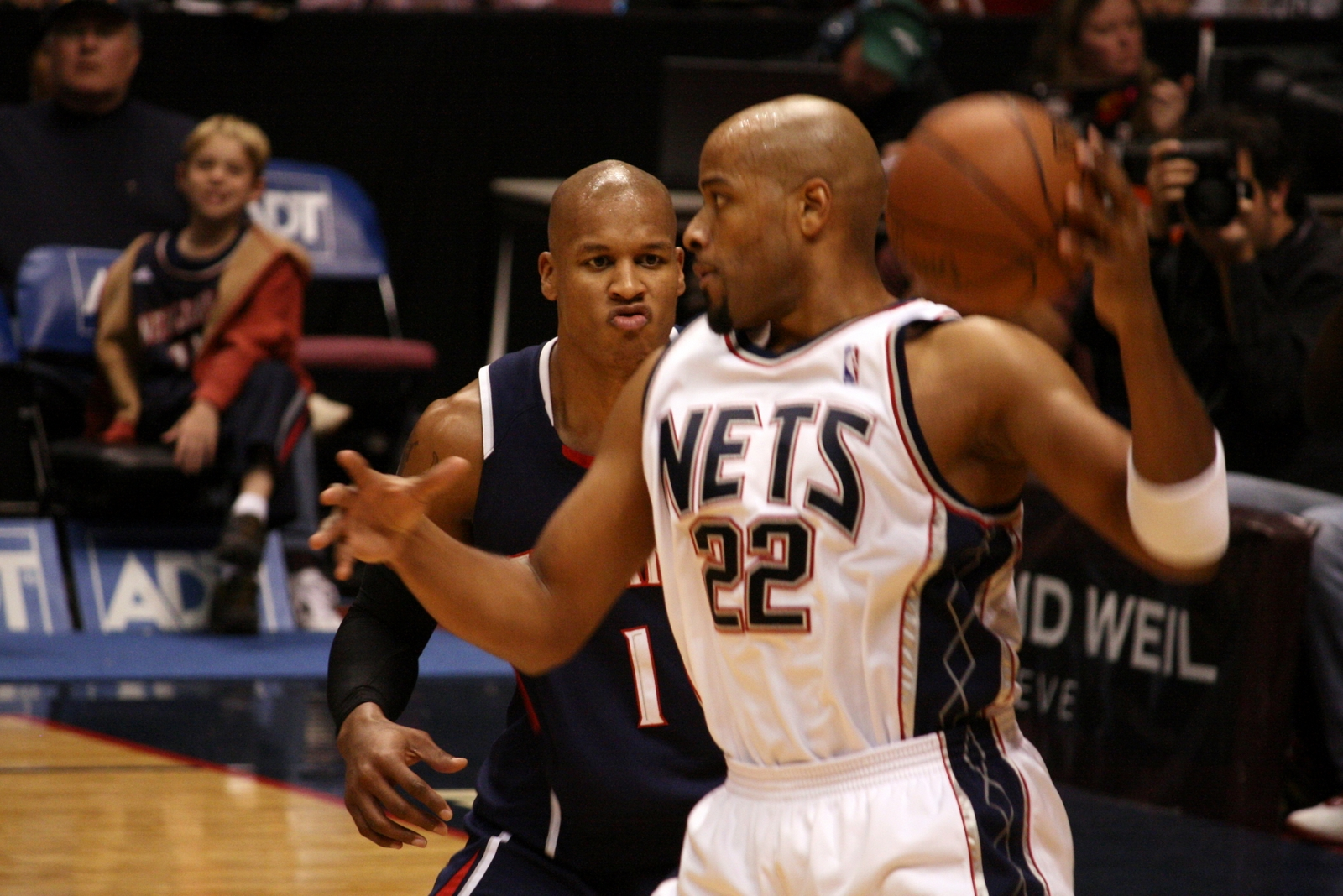
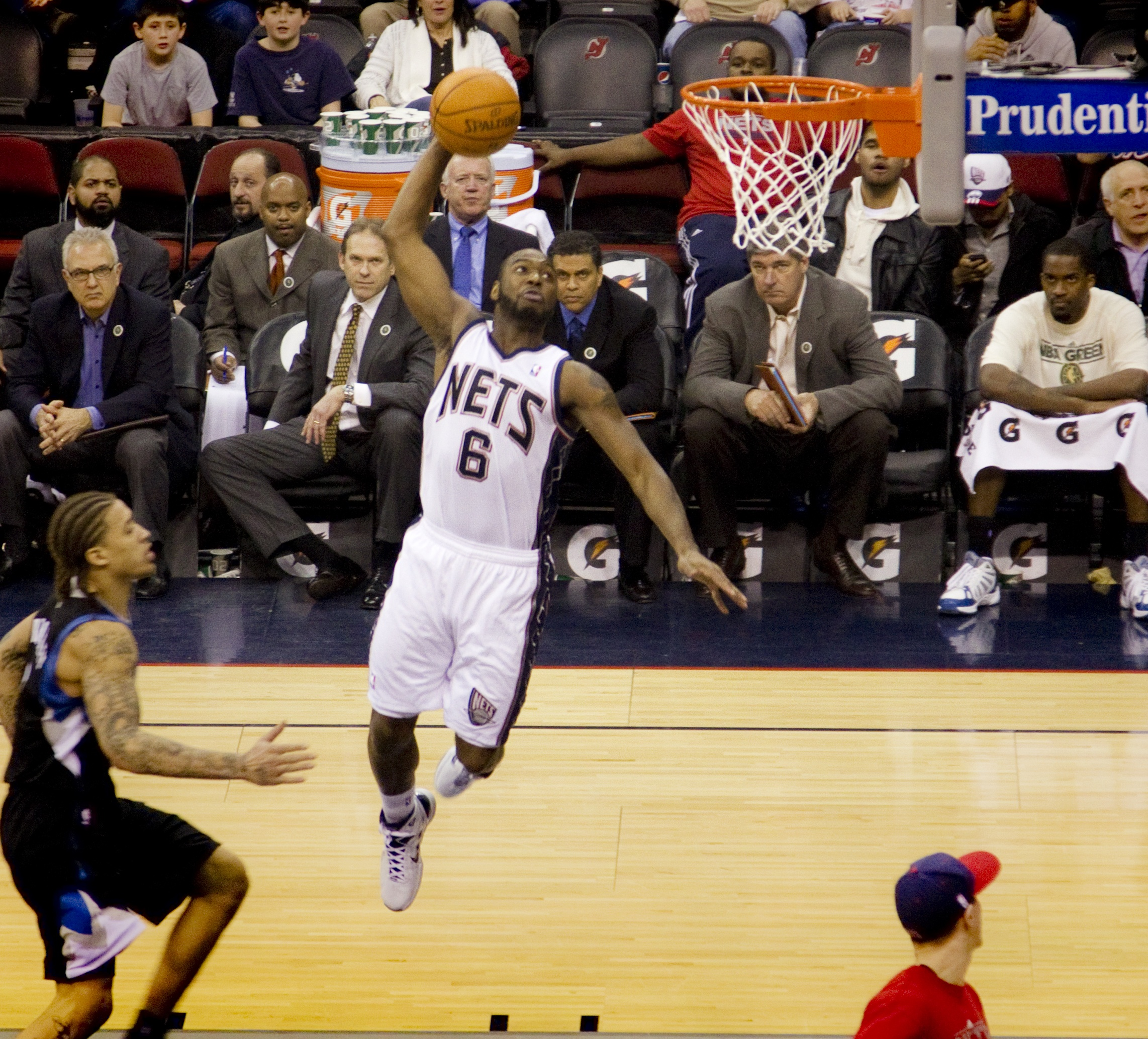

## وب‌گاه رسمی
- New Jersey Nets